# Jeorjos Wojadzis
Jeorjos Wojadzis, gr. Γεώργιος Βογιατζής (ur. 13 sierpnia 1913 w Konistres, zm. 29 maja 2003 w Atenach) – grecki polityk i inżynier, trzykrotny minister (1954–1956, 1958–1961, 1974–1977), wieloletni parlamentarzysta krajowy, w 1981 poseł do Parlamentu Europejskiego I kadencji.

## Życiorys
Syn Periklesa i Eleni Wojadzis. Ukończył inżynierię budownictwa na Politechnice Narodowej w Atenach, na tej uczelni kształcił się także w zakresie geodezji w rolnictwie. Odbył także studia podyplomowe na politechnikach w Zurychu i Mediolanie. Między 1949 a 1951 kierował krajową izbą techniczną.
Zaangażował się w działalność polityczną: początkowo należał do Partii Ludowej, później do Nowej Demokracji. Od 1946 wybierany Parlamencie Hellenów z okręgu Eubea. Zajmował stanowisko ministra handlu morskiego (od kwietnia 1954 do lutego 1956) oraz edukacji i spraw religijnych (od maja 1958 do września 1961). W latach 1974–1985 ponownie zasiadał w krajowej legislatywie I, II i III kadencji z okręgu Eubea. Między listopadem 1974 a listopadem 1977 pełnił funkcję ministra transportu i komunikacji (od 1976 ministrem komunikacji). Od 1 stycznia do 18 października 1981 wykonywał mandat posła do Parlamentu Europejskiego w ramach delegacji krajowej. Pozostał deputowanym niezrzeszonym, należał do Komisji ds. Transportu.